# ガスエネルギー館
ガスエネルギー館（ガスエネルギーかん）は、愛知県東海市にある東邦ガス株式会社が運営する展示施設である。同社の研究施設を併設している。
1985年（昭和60年）11月にオープンし、2006年（平成18年）3月27日にリニューアルオープンした。
また、2025年11月に開館40周年を迎える事を機にリニューアルを行う予定で、2025年12月27日から2026年6月下旬まで休館となる（予定）。

## 施設
地球温暖化とエネルギーをテーマとした展示などが行われている。
- ワイドパノラマシアター
- 実験ラボ
- 温暖化テラリウム

## 利用案内
- 開館時間 - 10:00 ～ 17:00（入館は16:00まで）
- 休館日 - 土曜、祝日、年末年始、盆
- 入館料 - 無料（見学には予約が必要）

## 所在地
愛知県東海市新宝町507-2

## 交通アクセス
- 名鉄常滑線「大同町駅」から無料送迎バスで10分。[4]